# Ayapaninae
Ayapaninae es una subtribu de plantas con flores perteneciente a la subfamilia Asteroideae dentro de la familia de las asteráceas. Tiene los siguientes géneros.

## Taxonomía
El ciclo vital de las plantas de esta subtribu es anual o perenne, y pueden ser erectas o reptantes, mientras que el habitus es herbáceo o subarbustos. Las hojas a lo largo del vástago están dispuestas de manera opuesta, a veces en la parte superior son alternas (raramente enteramente alternas). Las inflorescencias son en su mayoría terminales en las ramas frondosas. Las cabezas de las flores están formadas por una carcasa compuesta de escamas dentro de la cual un receptáculo actúa como una base para las flores. Las escalas son diferentes y dispuestas en subestructuras imbricadas, las dimensiones son de varios tamaños y son persistentes. El receptáculo es ligeramente convexo, en algunos casos en forma de columna, está sin pelos y con escamas de vez en cuando, para proteger la base de las flores. Las frutas son aquenios con vilano.

## Géneros
La subtribu comprende 13 géneros y unas 62 especies.

| Géneros                                    | N. especies                                              | Distribución                           |
| ------------------------------------------ | -------------------------------------------------------- | -------------------------------------- |
| Alomiella R.M. King & H. Rob., 1972        | 2 spp.                                                   | Brasil                                 |
| Ayapana Spach, 1841                        | 16 spp.                                                  | Neotrópicos                            |
| Ayapanopsis R.M. King & H. Rob., 1972      | 17 spp.                                                  | América del Sur                        |
| Condylidium R.M. King & H. Rob., 1972      | 2 spp.                                                   | Neotrópicos                            |
| Gongrostylus R.M. King & H. Rob., 1972     | 1 sp. (G. costaricensis (Kuntze) R.M. King & H. Rob. )   | Colombia, Costa Rica, Ecuador y Panamá |
| Gymnocondylus R.M. King & H. Rob., 1972    | 1 sp. (G. galeopsifolius (Gardner) R.M. King & H. Rob. ) | Brasil                                 |
| Heterocondylus R.M. King & H. Rob., 1972   | 13 spp.                                                  | América Central y del Sur              |
| Isocarpha R. Br., 1817                     | 5 spp.                                                   | USA al Brasil                          |
| Lepidesmia Klatt, 1896                     | 1 sp. (L. squarrosa Klatt)                               | Colombia, Cuba y Venezuela             |
| Monogereion G.M. Barroso & R.M. King, 1971 | 1 sp. (M. carajensis G.M. Barroso & R.M. King )          | Brasil                                 |
| Parapiqueria R.M. King & H. Rob., 1980     | 1 sp. (P. cavalcantei R.M. King & H. Rob. )              | Brasil                                 |
| Polyanthina R.M. King & H. Rob., 1970      | 1 sp. (P. nemorosa (Klatt) R.M. King & H. Rob. )         | América del Sur                        |
| Siapaea Pruski, 1996                       | 1 sp. (S. liesneri Pruski )                              | Venezuela                              |